# 오모가타촌
오모가타촌(面潟村)은 아키타현 미나미아키타군 중앙부에 면했던 촌이다.

## 역사
- 1889년 4월 1일 - 정촌제 시행에 수반해 오모가타촌이 성립하였다.
- 1956년 9월 30일 - 히토이치정과 합병해, 하치만타이정이 되어 소멸하였다.
- 1958년 3월 21일 - 오모가타 지구의 일부에서 주민투표가 실시되어, 고조메정으로 분정이 결정되었다.
- 1958년 4월 1일 - 노다, 오카모토, 우라요코초, 고다치바나, 미야하나의 5개 지역이 고조메정에 편입되었다.